# Teoría del valor (axiología)
En axiología (una disciplina metaética dentro de la filosofía) la teoría del valor ha tratado de comprender el valor ético de la bondad.
A nivel general, hay una diferencia entre los bienes morales y los naturales. Los bienes morales son los que tienen que ver con la conducta de las personas, que normalmente llevan a la alabanza o a la culpa. Los bienes naturales, en cambio, tienen que ver con objetos, no con personas. Por ejemplo, la afirmación "María es una buena persona" utiliza "bien" de manera muy distinta que en la afirmación "Esa es una buena comida".
La ética se centra principalmente en los bienes morales más que en los naturales, mientras que la economía se preocupa por lo que es económicamente bueno para la sociedad pero no para una persona individual y también se interesa por los bienes naturales. Sin embargo, tanto los bienes morales como los naturales son igualmente pertinentes para la teoría del bien y del valor, que tiene un alcance más general.
Las doctrinas filosóficas que niegan o minimizan la cuestión de los valores son institucionalismo, materialismo histórico (incluyendo marxismo), conductismo, teorías pragmáticas, filosofía postmoderna y varias teorías de orientación objetivista.

## Ética y axiología
De manera intuitiva, las teorías de valor son importantes para la ética. Los filósofos han hecho varias distinciones útiles en el tratamiento del valor.

### Valor intrínseco e instrumental
La distinción que se puede establecer entre valor instrumental y valores intrínsecos   mediante la atribución de valor a las propiedades intrínseca y extrinsica. Introducido por primera vez por Platón en la "República": un valor instrumental es digno de ser considerado como un medio para conseguir algo más que sea bueno (por ejemplo, una radio es instrumentalmente buena para escuchar música). Una cosa intrínsecamente valiosa vale la pena tenerla para sí misma, no como medio para otra cosa.
No es necesario que los bienes intrínsecos e instrumentales definan categorías mutuamente excluyentes. Ya que algunas cosas pueden ser consideradas como buenas (en sí mismas) y al mismo tiempo buenas para obtener otras cosas que lo sean. Un concepto de: "Comprender la ciencia" puede ser uno de esos bienes, al ser un medio para conseguir otros bienes además de valer la pena en sí mismo
Un argumento prominente en la ética ambiental, planteado por escritores como Aldo Leopold and Holmes Rolston III, es que la naturaleza silvestre y los ecosistemas sanos tienen un valor intrínseco, anterior y aparte de su valor instrumental como recursos para los seres humanos, y por lo tanto deben ser preservados. Esta línea de argumentación ha sido articulada con más detalle en los últimos años por el filósofo canadiense John McMurtry en el marco de la Encyclopedia of Life Support Systems publicada por la UNESCO.

### Pragmatismo y bondad contributaria
John Dewey (1859-1952), en su texto Theory of Valuation, ve la bondad como el resultado de una evaluación ética, un continuo balanceo de "fines a la vista". Se dice que un fin a la vista es un objetivo potencialmente adoptado, que puede refinarse o rechazarse en función de su coherencia con otros objetivos o como medio para alcanzar objetivos ya alcanzados.
El enfoque empírico de Dewey's evidencia la  negación del valor intrínseco; es decir, no aceptar el valor intrínseco como una propiedad inherente o duradera de las cosas. En cambio, Dewey ve la aparición del valor intrínseco como un producto ilusorio de nuestra continua actividad valorativa como seres con finalidad. Además de negar categóricamente que exista algo parecido al valor intrínseco, Dewey mantuvo la misma posición con respecto a los valores morales - para Dewey, los valores morales también se basan en un proceso de aprendizaje, y nunca son intrínsecos o absolutos.
Otra contribución del pragmatismo a la teoría de los valores es la idea de los bienes contributivos con el condicional contributivo. Estos tienen las mismas cualidades que los bienes, pero necesitan alguna propiedad emergente de todo un estado de cosas para ser buenos. Por ejemplo, la sal es un alimento por sí misma, pero es mucho mejor como parte de una comida preparada. En otras palabras, tales bienes sólo son "buenos" cuando se cumplen ciertas condiciones. Esto contrasta con otros bienes, que pueden considerarse "buenos" en una variedad más amplia de situaciones.

### Kant: bienes hipotéticos y categóricos.
El pensamiento de  Immanuel Kant  tuvo una gran influencia en la filosofía moral. Él pensaba en el valor moral como un valor absoluto en lugar de un valor relativo. Demostró que muchos bienes prácticos únicamente son buenos en estados-de-las-cosas descritos mediante una frase que contiene una cláusula "si", por ejemplo, en la frase "El sol únicamente es bueno si no vives en el desierto". Además, la cláusula "si" a menudo describía la categoría en la que se había dictado la sentencia (arte, ciencia, etc.). Kant los describió como "bienes hipotéticos", e intentó encontrar un bien "categórico" que funcionara en todas las categorías de juicio sin depender de una cláusula "si-entonces".
Un resultado influyente de la búsqueda de Kant fue la idea de que la buena voluntad es el único  bien intrínseco.  Además, Kant veía la buena voluntad como el actuar de acuerdo con un mandato moral  "Imperativo Categórico":  "Actúa de acuerdo con las máximas que podrías querer que sean ley universal"  pero no debe confundirse con la Ética de la Reciprocidad o Regla de Oro, e.g. Mt. 7:12. Mientras que la regla de oro establece que "Uno debe tratar a los demás como le gustaría que los demás se trataran a sí mismos", Kant nos pide que analicemos si un acto puede ser realizado simultáneamente por todos sin excepción. Por ejemplo, el asesinato no puede ser realizado simultáneamente por todos, un grupo de personas tendría que vivir y el otro moriría. Esa disparidad es una excepción. El acto no puede ser realizado sin excepción, por lo tanto falla el imperativo categórico. Contrasta esto con la regla de oro que es subjetiva para el individuo. Siguiendo la lógica de la regla de oro, si quisiera que alguien me matara, entonces sería aceptable que yo matara a otros, porque estaría haciendo a otros lo que querría que me hicieran a mí. Es muy importante tener esto en cuenta, porque el imperativo categórico de Kant evita este defecto. A partir de este y otros axiomas, Kant desarrolló un sistema moral que se aplicaría a cualquier "persona encomiable".
Los filósofos kantianos creen que cualquier definición general de la bondad debe definir los bienes, que son categóricos en el sentido que Kant pretendía.

## Sociología
En sociología, la teoría de los valores se ocupa de los valores personales que tiene una comunidad y de cómo esos valores pueden cambiar en determinadas condiciones. Diferentes grupos de personas pueden tener o priorizar diferentes tipos de valores que influyen en el comportamiento social.
Los métodos de estudio van desde las encuestas con cuestionario hasta la observación de los participantes. Los valores pueden ser atribuidos socialmente. Lo que la comunidad percibe como de importancia primordial para ellos denota o descifra sus atributos sociales. Max Weber, Émile Durkheim, Talcott Parsons y Jürgen Habermas son algunos de sus exponentes.

## Economía
El análisis económico hace hincapié en los bienes que se buscan en un mercado y tiende a utilizar las elecciones del consumidor como prueba (preferencia revelada) de que diversos productos tienen un valor económico. Desde este punto de vista, es inevitable la lucha religiosa o política sobre qué "bienes" están disponibles en el mercado, y el consenso sobre algunas cuestiones básicas sobre el cuerpo y la sociedad y los ecosistemas afectados por la transacción, quedan fuera de los bienes del mercado siempre que no tengan dueño.

Sin embargo, algunos bienes naturales parecen ser también bienes morales. Por ejemplo, puede decirse que las cosas que son propiedad de una persona son bienes naturales, pero sobre las cuales una o varias personas pueden tener derechos morales. Por lo tanto, es necesario hacer otra distinción: entre bienes morales y no morales. Un bien no moral es algo que es deseable para alguien o para otro; a pesar del nombre que se le da, puede incluir bienes morales. Un bien moral es todo aquello por lo que se considera que un actor está moralmente obligado a esforzarse.
Al hablar de los bienes no morales, cabe hacer una distinción útil entre los bienes materiales y con servicios "inherentes" en el mercado  (o su valor de cambio), (o su valor de cambio), y los bienes intrínsecos y de experiencia "percibidos" por el comprador.  Un modelo de servicio económico estrictos se esfuerza por distinguir entre los bienes y las garantías de servicio "al mercado", y el del servicio y la experiencia "al consumidor".
A veces, los bienes morales y naturales pueden entrar en conflicto. El valor de los "bienes" naturales es cuestionado por cuestiones como la adición. El tema de la adicción también saca a relucir la distinción entre bienes económicos y morales, donde un bien económico es lo que estimula el crecimiento económico. Por ejemplo, algunos afirman que  tabaco son un "bien" en el sentido económico, ya que su producción puede dar empleo a los cultivadores de tabaco y a los médicos que tratan el cáncer de pulmón. Muchas personas estarían de acuerdo en que fumar cigarrillos no es moralmente "bueno", ni naturalmente "bueno", pero aun así reconocen que es económicamente bueno, lo que significa que tiene valor de cambio, aunque pueda tener un bien público  negativo o incluso ser malo para el cuerpo de una persona (no es lo mismo que "malo para la persona" necesariamente - considere la cuestión del suicidio.) 
En la economía ecológica, la teoría del valor se divide en dos tipos: el valor del tipo de donante y el valor del tipo de receptor. Los economistas ecológicos tienden a creer que la "riqueza real" necesita un valor determinado por el donante como medida de las cosas que se necesitan para fabricar un artículo o generar un servicio (H. T. Odum, Environmental Accounting: EMERGY and environmental decision making. 1996). Un ejemplo de valor de tipo receptor es el "valor de mercado" o la "disposición a pagar", el principal método de contabilidad utilizado en la economía neoclásica. En cambio, tanto la teoría laboral del valor de Marx como el concepto de emergía se conciben como valor de tipo-donante. Los teóricos de la emergía creen que esta concepción del valor tiene relevancia para toda la filosofía, la economía, la sociología y la psicología, así como para la ciencia del medio ambiente.
Silvio Gesell negó la teoría del valor en la economía.  Él pensaba que la teoría del valor es inútil e impide que la economía se convierta en ciencia y que una administración de la moneda guiada por la teoría del valor está condenada a la esterilidad y la inactividad..
En  economía ecológica la teoría de valores se separan en dos tipos: valor de tipo-donante y valor de tipo-receptor. Los economistas ecológicos tienden a creer que la "verdadera riqueza" necesita un valor determinado por el donante como medida de lo que se necesita para fabricar un artículo o generar un servicio. (H. T. Odum,  Environmental Accounting: Emergy and environmental decision-making 1996).

## Ciencias empíricas
Algunos trabajos en la teoría de los valores se han inclinado más hacia las ciencias empíricas, registrando lo que las personas valoran e intentando comprender por qué lo valoran en el contexto de la  psicología, sociología, y economía.